# Новое Хмелевое
Новое Хмелевое — село в Мичуринском районе Тамбовской области России. Административный центр сельского поселения Хмелевский сельсовет.

## География
Расположено на берегу реки Польной Воронеж.
В селе есть улицы Лиманы и Шориково.

## Население
| 1989 | 2002 | 2010 |
| ---- | ---- | ---- |
| 252  | ↘195 | ↗348 |

## Инфраструктура
Сельскохозяйственное предприятие СХПК Родина.

## Транспорт
Через село Новое Хмелевое проходит улица Замостье, ведущая в Мичуринск.
Остановка общественного транспорта «Новое Хмелевое».